# Vodafone-kupa
A Vodafone-kupa egy férfi vízilabdatorna, amelyet Magyarországon, a Margit-szigeten található Hajós Alfréd Nemzeti Sportuszodában rendeznek meg 1995 óta. 1995 és 2009 között Unicum-kupa néven rendezték.
A tornát évente rendezik meg, általában az adott év kiemelkedő vízilabda eseményét (Európa-bajnokság, világbajnokság, olimpia) megelőzően. A tornán Magyarország válogatottja mindig részt vesz.

## Vodafone-kupák érmesei
| Év   | Arany        | Ezüst       | Bronz         | Forrás                |
| ---- | ------------ | ----------- | ------------- | --------------------- |
| 2013 | Montenegró   | Görögország | Magyarország  | [ 1 ]                 |
| 2012 | Magyarország | Ausztrália  | Spanyolország | [ 2 ]                 |
| 2011 | Magyarország | Görögország | Németország   | [ 3 ]                 |
| 2010 | Magyarország | Németország | Spanyolország | [ halott link ] [ 4 ] |

## Unicum-kupák érmesei
| Év   | Arany           | Ezüst                 | Bronz            |
| ---- | --------------- | --------------------- | ---------------- |
| 2009 | Szerbia         | Magyarország          | Németország      |
| 2008 | Magyarország    | Horvátország          | Németország      |
| 2007 | Magyarország    | Horvátország          | Spanyolország    |
| 2006 | Magyarország    | Oroszország           | Hollandia        |
| 2005 | Magyarország    | Oroszország           | Kanada           |
| 2004 | Magyarország    | Spanyolország         | Németország      |
| 2003 | Magyarország    | Szerbia és Montenegró | Egyesült Államok |
| 2002 | Magyarország    | Jugoszlávia           | Olaszország      |
| 2001 | Világválogatott | Magyarország          | -                |
| 2000 | Magyarország    | Horvátország          | Kazahsztán       |
| 1999 | Magyarország    | Spanyolország         | Ausztrália       |
| 1998 | Jugoszlávia     | Magyarország          | Hollandia        |
| 1997 | Magyarország    | Spanyolország         | Olaszország      |
| 1996 | Horvátország    | Magyarország          | Oroszország      |
| 1995 | Ausztrália      | Magyarország          | Olaszország      |

## Éremtáblázat
A táblázat az 1995 és 2013 között megrendezett tornák érmeseit tartalmazza.
| Helyezés | Nemzet                | Arany | Ezüst | Bronz |
| -------- | --------------------- | ----- | ----- | ----- |
| 1.       | Magyarország          | 12    | 5     | 1     |
| 2.       | Horvátország          | 1     | 3     | 0     |
| 3.       | Jugoszlávia           | 1     | 1     | 0     |
| 4.       | Ausztrália            | 1     | 1     | 1     |
| 5.       | Világválogatott       | 1     | 0     | 0     |
| 5.       | Szerbia               | 1     | 0     | 0     |
| 5.       | Montenegró            | 1     | 0     | 0     |
| 8.       | Spanyolország         | 0     | 3     | 2     |
| 9.       | Oroszország           | 0     | 2     | 1     |
| 10.      | Görögország           | 0     | 2     | 0     |
| 11.      | Szerbia és Montenegró | 0     | 1     | 0     |
| 12.      | Németország           | 0     | 0     | 4     |
| 13.      | Olaszország           | 0     | 0     | 3     |
| 14.      | Hollandia             | 0     | 0     | 2     |
| 15.      | Egyesült Államok      | 0     | 0     | 1     |
| 16.      | Kazahsztán            | 0     | 0     | 1     |
| 17.      | Kanada                | 0     | 0     | 1     |